# Zaboršt pri Dolu
Zaboršt pri Dolu este o localitate din comuna Dol pri Ljubljani, Slovenia, cu o populație de 273 de locuitori.